# Camperduin
Camperduin è un piccolo villaggio dei Paesi Bassi sito nella provincia dell'Olanda Settentrionale. Fa parte della municipalità di Bergen, ed è ubicato a circa 12 km a nord-ovest di Alkmaar.
Nel 2001, il villaggio di Camperduin aveva una popolazione di 151 abitanti. L'area edificata del villaggio era di circa 0,06 km², e conteneva 64 abitazioni. Nel complesso dell'area allargata di Camperduin vivevano 310 persone.
Il villaggio ha dato il suo nome alla battaglia di Camperdown, che venne combattuta al largo della costa.